# Mikhaïl Tcherniaïev
Pour les articles homonymes, voir Tcherniaïev.

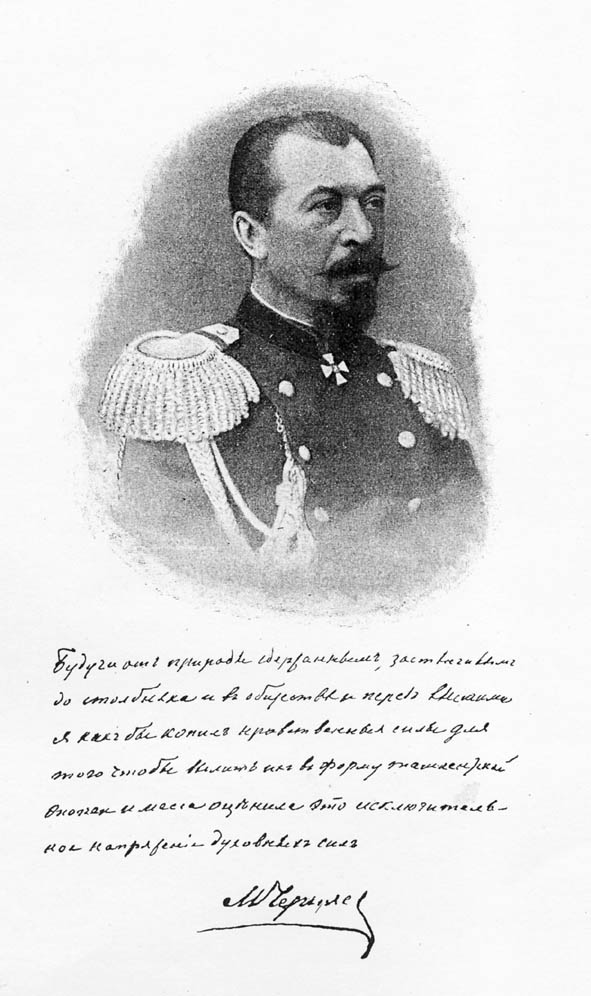
Photographie de Tcherniaïev

Mikhaïl Grigorievitch Tcherniaïev (22 octobre 1828 (3 novembre dans le calendrier grégorien) - 16 août 1898) est un général russe qui mena, avec les généraux von Kaufmann et Skobeliev, la conquête russe de l'Asie centrale sous le règne d'Alexandre II.

## Formation
Tcherniaïev naquit dans une famille peu fortunée de la noblesse de province dans le gouvernement de Moguilev. À partir de 1840, il entra au régiment de la Noblesse (nommé plus tard Académie d'artillerie Constantin) et en 1847 entra dans la garde impériale au régiment Pavlovsky. Ensuite, il termina sa formation à l'Académie de l'état-major à Saint-Pétersbourg, à la suite de laquelle, il fut envoyé dans l'Armée du Danube. Il prit part à l'expédition en Hongrie pour contrer la révolution.
À l'automne 1854, il fut envoyé servir en Crimée auprès du prince Menchikov. Pendant cette guerre de Crimée, il participa à des combats majeurs, comme celui d'Inkerman, le 24 octobre 1854, à la suite duquel il fut décoré de l'Ordre de Saint-Vladimir de 4e classe, et à la défense de Sébastopol.

## Au Turkestan
Après la guerre, il fut nommé commandant de la 3e division d'infanterie et il servit auprès du gouverneur général d'Orenbourg, le général Alexandre Katenine.
En 1858, il prit part à l'expédition du contre-amiral Boutakov en mer d'Aral et prit la défense des habitants de Koungrad (aujourd'hui en Ouzbékistan) en révolte contre le khan de Khiva. L'année suivante, il fut envoyé servir dans le Caucase auprès du général Evdomikov, afin de pacifier la région.
En 1864, il retourna à Saint-Pétersbourg, où il s'occupa de la question de la Bachkirie, puis revint en Asie centrale pour organiser une ligne de défense, avec forteresses, entre les limites du gouvernement d'Orenbourg et de Sibérie. Il fallait résoudre le problème du khanat de Kokand en proie à des révoltes. Le colonel Tcherniaïev prit la forteresse d'Aoulié-Ata (aujourd'hui Taraz dans le Kazakhstan) et Chimkent, en juillet 1864.
En avril 1865, il était à Tachkent qu'il prit d'assaut avec deux mille hommes dans la nuit du 14 au 15 juin. Il fit édifier la forteresse de Tachkent en quelques mois et la construction du nouveau quartier européen commença. La ville devint la capitale du Turkestan russe. Il prit ensuite des mesures pour contrer l'émir de Boukhara qui considérait que Tachkent faisait partie de ses possessions, ce qui provoqua des réactions diplomatiques de la part des Anglais. Le général Tcherniaïev fut remplacé par le général Romanovsky, alors qu'il avait su gagner la confiance de la population.

## Retour dans le civil
Le général se rendit alors à Moscou : étant démis de ses fonctions, il décida de passer l'examen de notaire, pour subvenir aux besoins de sa famille. Cependant, il décida de se tourner vers une carrière de journaliste. En 1873, il s'occupa du journal Roussky mir (Le Monde russe) à Saint-Pétersbourg qui avait un lectorat conservateur. Tcherniaïev s'intéressait peu à la politique intérieure ; il considérait qu'il avait été la victime des intrigues des chancelleries et de la diplomatie. Il se sentait proche des cercles slavophiles de Moscou, comme ceux qui gravitaient autour d'Ivan Aksakov. Il était opposé au bureaucratisme pétersbourgeois et surtout à la politique du comte Milioutine, ministre de la guerre, qu'il considérait comme trop germanophile.

## En Serbie

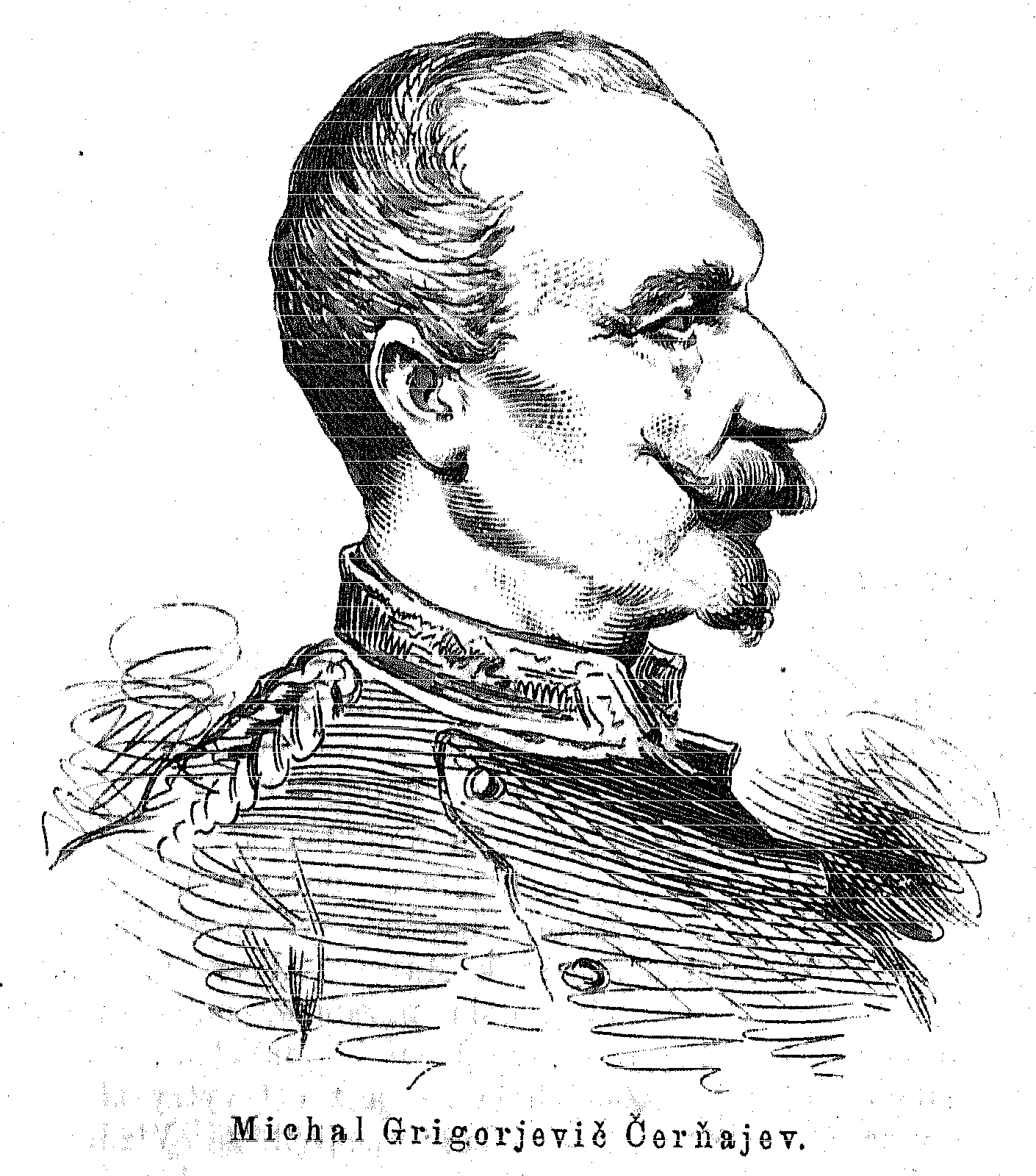
Mikhaïl Tcherniaïev (1876)

Au printemps 1875, lorsque le soulèvement des paysans d'Herzégovine contre le pouvoir ottoman eut lieu, Tcherniaïev sentit qu'il s'agissait du début d'une crise internationale, liée au sort des Slaves de la péninsule balkanique. Tcherniaïev se posa comme un défenseur de la cause des chrétiens en terre ottomane et prit langue avec des cercles patriotiques serbes qui l'invitèrent à Belgrade. Cependant les diplomates de Saint-Pétersbourg ne voulaient pas que le fougueux général prît part à ce qu'ils considéraient alors comme une aventure militaire et on lui interdit de recevoir un passeport pour l'étranger. Il réussit néanmoins à se rendre en Serbie et, en juin 1876, il était déjà à Belgrade, afin d'étudier les possibilités d'organiser un corps de volontaires, avec le soutien financier de Mikhaïl Khloudov. Il défendit la cause du prince Milan Obrénovitch et fut nommé commandant en chef des forces serbes. Osman Pacha le battit à Zajecar et à Javor. La campagne serbe se révéla désastreuse. La diplomatie russe était fort inquiète, surtout lorsqu'il se rendit à Prague auprès de cercles slavophiles. Le gouvernement austro-hongrois, pris de panique, lui notifia son expulsion. Il passa quelque temps en France, puis il rentra en Russie et mit fin en 1878 à sa collaboration au sein du journal Le Monde russe qui par ailleurs rencontrait moins de succès.
Il décida alors de retourner dans l'armée d'active, mais fut éloigné du théâtre d'opérations de la guerre russo-turque de 1877-1878. En 1879, il tenta de provoquer un soulèvement à Andrinople (après le traité de Berlin), mais fut expulsé de la Sublime Porte.

## De retour au Turkestan
En 1882, après des années d'immobilisme, le général Tcherniaïev réussit à se faire nommer gouverneur-général du Turkestan ; mais il n'occupa ses fonctions que pendant deux ans, se faisant remarquer par son manque de tact vis-à-vis de l'administration impériale. Il ne sut pas non plus s'entourer de collaborateurs de confiance.

## Fin de carrière
En 1884, il fit partie du Conseil de Guerre, puis il prit sa retraite en 1886, après des polémiques avec le ministère de la guerre. Il revint au Conseil de Guerre en 1890. Il mourut le 4 (16) août 1898 dans son domaine natal de Toubychki.

## Source
- (ru) Cet article est partiellement ou en totalité issu de l’article de Wikipédia en russe intitulé « Черняев, Михаил Григорьевич » (voir la liste des auteurs).